# Linia kolejowa Ryga – Valga
Linia kolejowa Ryga – Valga (na terenie Łotwy znana też jako linia kolejowa Ryga – Lugaži) – linia kolejowa na Łotwie łącząca łotewską stolicę Rygę z przygranicznym estońskim miastem Valga. Rozstaw szyn na linii wynosi 1524 mm.
Linię Ryga – Valga wybudowano w 1889 jako fragment Kolei Pskowsko-Ryskiej. Początkowo leżała w Imperium Rosyjskim, w latach 1918 - 1940 położona była na Łotwie, następnie w Związku Sowieckim (1940 - 1991). Od 1991 ponownie znajduje się w granicach niepodległej Łotwy.
Pociągi do Sankt Petersburga kursowały nią do 1998 roku. Od tamtej pory połączenia realizowane są przez Rzeżycę. Przez kilka lat pasażerski ruch transgraniczny na linii nie odbywał się (pociągi kursowały w relacji Ryga – Lugaži), jednak od 2008 roku powróciły na trasę Ryga – Valga, a także dalej, do Tallinna.